# День працівників цивільного захисту
Де́нь працівникі́в циві́льного за́хисту — скасоване професійне свято, що відзначалося в Україні 17 вересня щорічно з 2004 по 2007 роки.
Наразі, замість нього відзначається — День рятівника.

## Історія свята
Свято було встановлено в Україні «…ураховуючи значний внесок пожежних та аварійно-рятувальних формувань і служб у справу захисту населення та територій від наслідків надзвичайних ситуацій техногенного та природного характеру…» згідно з Указом Президента України «Про День працівників цивільного захисту» від 27 серпня 2004 р. № 1010/2004. Із встановленням Дня працівників цивільного захисту були скасовані День працівників пожежної охорони та День рятівника.
Святкування Дня працівників цивільного захисту було скасовано у 2008 у зв'язку з поновленням Дня рятівника згідно з Указом Президента України «Про День рятівника» від 12 вересня 2008 р. № 830/2008.